# 中院通世 (室町時代)
中院 通世（なかのいん みちよ、寛正6年（1465年） - 永正16年（1519年）12月26日）は、室町時代中期の公卿。

## 官歴
- 文明6年（1474年）：侍従
- 文明9年（1477年）：従五位上
- 文明11年（1479年）：正五位下
- 文明12年（1480年）：周防介
- 文明16年（1484年）：左少将
- 文明17年（1485年）：正四位下
- 延徳元年（1489年）：参議
- 延徳2年（1490年）：従三位
- 明応2年（1493年）：権中納言
- 明応4年（1495年）：正三位
- 文亀元年（1501年）：従二位

## 系譜
- 養父：中院通秀
- 実父：久我通博
- 子：中院通胤